# Elly Schlein
Elena Ethel «Elly» Schlein (Lugano, 4 de mayo de 1985) es una política italiana, diputada de la República Italiana y secretaria general del Partido Democrático.
Fue diputada en el Parlamento Europeo entre 2014 y 2019 y vicepresidenta de la Región de Emilia-Romaña entre 2020 y 2022.

## Biografía
Nacida el de 4 de mayo de 1985 en Lugano (Suiza), es hija de madre italiana y padre estadounidense de origen judío asquenazí. De joven se instaló en Bolonia, donde estudió Derecho.
Trabajó en los Estados Unidos como voluntaria en las campañas presidenciales de Barack Obama de 2008 y 2012, así como participó en la campaña de Italia. Bien Común para las elecciones legislativas de 2013.
Candidata en las elecciones al Parlamento Europeo de 2014 en Italia dentro de las listas del Partido Democrático (PD), resultó elegida eurodiputada.
Es conocida por su oposición a la ley sobre la liberalización del mercado laboral, durante el liderazgo de Matteo Renzi. En 2015, participó en la campaña "Occupy PD", protagonizada por jóvenes activistas que ocuparon la sede de la organización para exigir un giro a la izquierda. En 2015 rompió con el PD, en conflicto con la deriva del partido, siguiendo a Pippo Civati, e incorporándose al partido Posible, fundado por este último.
Concurrió como candidata a consejera regional de cara a las elecciones regionales de 2020 en Emilia-Romaña dentro de la lista de Emilia-Romagna Coraggiosa (conformante a su vez de la coalición de centroizquierda). Considerada representante de una izquierda «pura» dentro de la miscelánea coalición de «centroizquierda», fue la candidata individual que recibió un mayor número de votos de preferencia en los comicios, a pesar de los modestos resultados de Emilia-Romagna Coraggiosa (3,8 % de votos). Fue elegida diputada en las elecciones generales de septiembre de 2022.
Fue elegida secretaria del Partido Democrático (PD) en las elecciones primarias del 26 de febrero de 2023. Su victoria sobre Stefano Bonaccini, un líder del PD más a la derecha que ella y favorito en las encuestas, fue una sorpresa. Asume el liderazgo de un partido en franco declive: sólo un millón de personas participaron en la votación, frente a los 1,6 millones de votantes de 2019 y los tres millones de 2007, cuando se fundó el partido. Primera mujer en este cargo, quiere "revolucionar el Partido Demócrata, respetando su pluralidad". Pretende centrarse en la lucha contra las desigualdades sociales y de género, combatir la precariedad laboral con la introducción de un salario mínimo, proteger el sector de la sanidad pública y afrontar el reto del cambio climático. Es partidaria de una alianza entre el PD y el Movimiento 5 Estrellas (M5S).